# Hymenodiscus pannychia
Hymenodiscus pannychia är en sjöstjärneart som beskrevs av Fisher 1928. Hymenodiscus pannychia ingår i släktet Hymenodiscus och familjen Brisingidae. Inga underarter finns listade i Catalogue of Life.